# Chahid-Hamlaoui-Stadion
Das Chahid-Hamlaoui-Stadion (arabisch ملعب الشهيد حملاوي, französisch Stade Chahid Hamlaoui) ist ein Fußballstadion mit Leichtathletikanlage in der algerischen Großstadt Constantine im Norden des Landes.

## Geschichte
Nach dem Baubeginn 1971 konnte zwei Jahre später die Einweihung gefeiert werden. Das damalige Stade 17 Juin wurde am 5. Juli 1973 zum elften Jahrestag der Unabhängigkeit Algeriens von Frankreich eröffnet. Es dient als Heimstätte der Fußballclubs CS Constantine und MO Constantine. Nach einer Renovierung im Jahr 2007 mit der kompletten Installierung von Sitzplätzen hat sich die Kapazität der Anlage stark reduziert. Es hat heute eine offizielle Kapazität von 45.000 Zuschauern, aber manchmal übersteigt die Besucherzahl 60.000 Zuschauer.

## Länderspiele
Das Chahid-Hamlaoui-Stadion beheimatete bisher zehn Länderspiele der algerischen Fußballnationalmannschaft der Männer.
- 17. Nov. 1978:  Algerien –  Republik Kongo 3:0 (Freundschaftsspiel)
- 05. Dez. 1980:  Algerien –  Volksrepublik China 4:1 (Freundschaftsspiel)
- 12. Dez. 1980:  Algerien –  Sudan 2:0 (Qualifikation zur Fußball-Weltmeisterschaft 1982)
- 01. Mai 1981:  Algerien –  Niger 4:0 (Qualifikation zur Fußball-Weltmeisterschaft 1982)
- 30. Okt. 1981:  Algerien –  Nigeria 2:1 (Qualifikation zur Fußball-Weltmeisterschaft 1982)
- 08. Okt. 1989:  Algerien –  Ägypten 0:0 (Qualifikation zur Fußball-Weltmeisterschaft 1990)
- 17. Dez. 1990:  Algerien –  Senegal 1:0 (Freundschaftsspiel)
- 12. Aug. 2017:  Algerien –  Libyen 1:2 (Qualifikation zur Afrikanischen Nationenmeisterschaft 2018)
- 05. Sep. 2017:  Algerien –  Sambia 0:1 (Qualifikation zur Fußball-Weltmeisterschaft 2018)
- 10. Nov. 2017:  Algerien –  Nigeria 1:1 (3:0 gewertet, Qualifikation zur Fußball-Weltmeisterschaft 2018)

## Afrikanische Nationenmeisterschaft 2023
Das Stade Chahid Hamlaoui war eines von vier algerischen Stadien der Afrikanischen Nationenmeisterschaft 2023. Constantine beherbergte die Spiele der Gruppe C und ein Viertelfinale. Marokko zog sich vor dem Turnier von der Teilnahme zurück. Alle Partien wurden mit 0:3 gegen Marokko gewertet. Statt der sieben angesetzten Begegnungen wurden im Chahid-Hamlaoui-Stadion nur vier Spiele ausgetragen. Zum Turnier wurde das Stadion renoviert.
- 15. Jan. 2023, Gruppe C:  Marokko –  Sudan 0:3 gewertet
- 15. Jan. 2023, Gruppe C:  Madagaskar –  Ghana 2:1
- 19. Jan. 2023, Gruppe C:  Marokko –  Madagaskar 0:3 gewertet
- 19. Jan. 2023, Gruppe C:  Ghana –  Sudan 3:1
- 23. Jan. 2023, Gruppe C:  Ghana –  Marokko 3:0 gewertet
- 23. Jan. 2023, Gruppe C:  Sudan –  Madagaskar 0:3
- 28. Jan. 2023, Viertelfinale:  Madagaskar –  Mosambik 3:1